# روي بيل (عالم طيور)
روي بيل (بالإنجليزية: Roy Bell)‏ هو عالم طيور نيوزيلندي، ولد في 19 فبراير 1882، وتوفي في 28 مارس 1966.